# 華厳寺 (求礼郡)
華厳寺（けごんじ、ファオムサ）は、大韓民国全羅南道求礼郡馬山面黄田里にある仏教寺院。もとは百済の寺で、智異山の山中にある。韓国仏教界の最大宗派である曹渓宗（大韓仏教曹渓宗）の第19教区本寺である。

## 歴史
544年（百済聖王22年、新羅真興王5年）に高僧の縁起によって創建された。670年、海東華厳宗の開祖、義湘が重修して発展した。義湘は丈六殿（現覚皇殿）を建て、華厳経を石に刻んで壁にめぐらした（新羅の名筆家だと伝わる金生が書いた）。
李氏朝鮮太宗の時代の1407年（太宗7年）の仏教弾圧の際、存続を許された88の寺院の名前に華厳寺はなく、廃寺になったようである。世宗の時代の1424年（世宗6年）の仏教弾圧の際、存続を許された36の寺院の中に華厳寺の名前があり、禅宗18寺の一つとして存続した（朝鮮の仏教#李氏朝鮮時代の仏教弾圧）。
日明戦争の際に消失したが、1630年に再建された。
日本統治時代の1924年、華厳寺は朝鮮三十本山（1911年施行）に追加され、朝鮮三十本山は朝鮮三十一本山になった。

## 文化財
- 石燈（国宝第12号）：韓国で一番巨大な石燈（約 6メートル）。
- 四獅子三層石塔（国宝第35号）
- 覚皇殿（国宝第67号）：王を悟らせたという意味。元名は丈六殿だったが粛宗がつけた名と言う。丈六殿の再建を望んだ老婆が粛宗の王女に生まれ変わったという伝説がある。
- 霊山会掛仏幀（国宝第301号）